# Sushil Kumar
Sushil Kumar Solanki (26 maggio 1983) è un lottatore indiano, specializzato nella lotta libera.

## Palmarès
- Giochi olimpici

Pechino 2008: bronzo nella lotta libera 66 kg.
Londra 2012: argento nella lotta libera 66 kg.
- Mondiali

Mosca 2010: oro nella lotta libera 66 kg.
- Giochi del Commonwealth

Delhi 2010: oro nella lotta libera 66 kg.
Glasgow 2014: oro nella lotta libera 74 kg.
- Giochi asiatici

Doha 2006: bronzo nella lotta libera 66 kg.
- Asiatici

Nuova Delhi 2003: bronzo nella lotta libera 60 kg.
Biškek 2007: argento nella lotta libera 66 kg.
Jejudo 2008: bronzo nella lotta libera 66 kg.
Nuova Delhi 2010: oro nella lotta libera 66 kg.
- Campionati del Commonwealth

Londra 2003: oro nella lotta libera 60 kg.
Città del Capo 2005: oro nella lotta libera 66 kg, bronzo nella lotta greco-romana 66 kg.
Londra 2007: oro nella lotta libera 60 kg.
Jalandhar 2009: oro nella lotta libera 66 kg.